# Fahad Al-Musaibeah
Fahad Al-Musaibeah (Riad, Arabia Saudita; 4 de abril de 1961) es un exfutbolista de Arabia Saudita que jugaba en la posición de centrocampista.

## Carrera

### Club
Jugó toda su carrera con el Al-Hilal SFC de 1979 a 1991, equipo con el que fue cuatro veces campeón nacional y ganó seis copas nacionales.

### Selección nacional
Jugó para Arabia Saudita en 96 partidos entre 1980 y 1989 donde anotó seis goles, ganó dos veces la Copa Asiática y participó en los Juegos Olímpicos de Los Ángeles 1984 y en dos ediciones de los Juegos Asiáticos.

## Logros

### Club
- Liga Profesional Saudí: 4

1984–85, 1985–86, 1987–88, 1989–90
- Copa del Rey de Campeones: 4

1980, 1982, 1984, 1989
- Copa Federación de Arabia Saudita: 2

1986-87, 1989-90

### Selección nacional
- Copa Asiática: 2

1984, 1988